# Matéo Maximoff
Matéo Maximoff (Barcelona, 17 de enero de 1917 - Montreuil, 24 de noviembre de 1999) fue un escritor gitano francés nacido en España.

## Biografía
Mateo nació en 1917 en Barcelona, España, donde su familia, después de haber recorrido muchos países del Este y Oeste de Europa, se refugió tratando de escapar a la Primera Guerra Mundial. Algunos años más tarde, en 1920, sus parientes se instalan en Francia, inicialmente como nómadas, sin domicilio fijo.
Mateo nunca pisó una escuela. Su padre, calderero, hablaba mal el francés y su madre, artista de circo, era analfabeta. A los cinco años él ya hablaba varios idiomas, pero no sabía escribir porque nadie le había enseñado. Su padre sabía leer y escribir un poco, le enseñó a contar y después le enseñó a escribir las letras del alfabeto. Esa fue toda su enseñanza. El resto, lo adquirió solo. Totalmente autodidacta. Su madre murió cuando él tenía ocho años y su padre murió algunos años después. A los 14 años, era el mayor de cinco niños y tuvo que trabajar para alimentar a sus hermanos y hermanas. Inicialmente trabajó como calderero, igual que su padre.
Durante dos años, comparte la vida nómada con sus tíos y tías maternos y con sus primos. Fue a la vez feriante, vendedor ambulante y lo mejor, proyectaba cine de manera itinerante en diversas aldeas. El cine fue su nueva pasión y descubrió, entre otros, las películas de Harold Lloyd, Buster Keaton y Charlie Chaplin. Más tarde él colaboraría primero como figurante, y luego como asistente de figuración en numerosas películas.
En esta época, cuando él tenía 21 años, un hecho dramático lo lleva a la escritura. En Auvernia, cerca de Clermont-Ferrand, dos familias manouches se enfrentaron violentamente por el honor de una joven. Una de esas familias era la de Mateo. Hubo numerosos heridos y varios muertos. Mateo, como otros miembros de su clan, fue arrestado y puesto en prisión bajo la acusación de asesinato colectivo. Pero Mateo no había matado a nadie, solo trató de proteger a los suyos. Finalmente se desestimó el caso, pero la detención provisoria duró tres meses durante los que Mateo no cesó de escribir todo lo que se pasaba por su cabeza: su propia historia, la de su familia, crónicas y poemas y, sobre todo, su primera novela Les Ursitory que solo fue publicada varios años más tarde a causa de la guerra.
Ese fue un periodo muy difícil para los gitanos que fueron perseguidos al igual que lo judíos, como indeseables y gente de una raza inferior y más de quinientos mil perecieron en los campos nazis. Por suerte, Mateo y su familia escaparon de la deportación hacia los campos de la muerte. Pasaron casi toda de la guerra bajo arresto domiciliario en los campos de internamiento de Gurs y de Lannemezan en los Pirineos, en condiciones terribles que le dejaron secuelas físicas y psíquicas. A menudo recordará en sus escritos su sufrimiento y el de su pueblo durante este periodo. Cuando terminó la guerra, él y su familia, así como centenares de otros roms y refugiados de todo tipo, españoles, italianos y otros, se instalaron en las barracas, en tiendas y en caravanas en el cinturón de París y que aún se llama «la zona».
La primera novela de Mateo, Les Ursitory, fue publicado en 1946 gracias a la perseverancia del abogado Isorni que se había hecho amigo del joven hombre. La novela tuvo un éxito inmediato desde su publicación. Ese joven gitano que escribe con un estilo tan particular, agudo y vivo, intriga y seduce. No tarda en adquirir cierta notoriedad en los medios literarios. Periódicos, la radio y la televisión de los años ‘50 le dedican artículos y emisiones. Durante un largo periodo él solo escribe para periódicos y revistas. En la década de los ‘50 retoma la escritura y publica  dos nuevas novelas: Le prix de la liberté y Savina.  
Encadena entrevistas y conferencias sobre los gitanos y participa en la creación de asociaciones como Les Etudes tsiganes. El mundo del cine lo llama frecuentemente por películas donde aparecen gitanos: Singoalla (1949), La caraque blonde (1953), Elena et les hommes (1956), Goubbiah mon amour (1956), Cartouche (1962), Les amants de Teruel (1962), Kriss romani (1963). En esta época se acercan muchos productores para poner en escena Les Ursitory pero ningún proyecto sale adelante. 
El comienzo de los años ‘60 marca un giro decisivo en su vida.
Hacía tiempo que él escuchaba hablar sobre un movimiento religioso que alcanzó a muchos gitanos: el movimiento evangélico. Tocado por la gracia, se convierte y su fe es tan fuerte que en algunos meses llega a ser pastor y misionero de la Mission Evangelique des Tsiganes de France. Consagra su vida a Dios y recorre el mundo en busca de sus hermanos roms para llevarles el evangelio.
Su nueva función lo lleva a traducir la Biblia al dialecto kaderash de la lengua romaní, pero solo fueron publicados el Nuevo Testamento y los Salmos. 
Sin embargo, su compromiso religioso no puso fin a su actividad literaria, sino todo lo contrario. Escribe las novelas: La septième fille, Condamné à survivre, La poupée de Maméliga (novelas fantásticas), Vinguerka, Dîtes-le avec des pleurs, Ce monde qui n’est pas le mien y  Routes sans roulottes que es una autobiografía.
En 1986, su obra literaria es coronada por la entrega de la medalla de Chevalier des Arts et des Lettres. Él mismo funda, en 1983, el Prix Romanès destinado a promover la cultura gitana.
Mateo Maximoff no solo fue un conocido escritor sino también un narrador, poeta, cineasta, fotógrafo, reportero, militante de la causa de los roms y también un pastor. 
Desde 2014 una mediateca en París lleva su nombre.
El primer objetivo de Mateo, al escribir todos sus libros fue, sobre todo, hacer conocer la cultura gitana a los no gitanos de todo el mundo. También había hecho suya la misión de preservar esa cultura esencialmente oral, dejando una huella escrita y duradera que permita a las generaciones futuras llegar a conocerla. Posteriormente tradujo algunos de sus libros en lengua romaní, pero nunca han sido publicados, básicamente por problemas técnicos con la transcripción de una lengua que nunca tuvo escritura. Las novelas y los cuentos de Mateo son de interés etnográfico para científicos e investigadores porque se sitúan en Rumanía durante el tiempo de la esclavitud (Le prix de la liberté, en la Rusia de los zares posterior a la revolución bolchevique (Vinguerka, Ce monde qui n’est pas le mien), en una Europa conmocionada por la Segunda Guerra Mundial (Condamné à survivre), en los campos de internamiento (La septième fille). Las dos novelas autobiográficas: Dites-le avec des pleurs  y Routes sans roulottes se acercan más al mundo contemporáneo. Todas sus novelas dan un enfoque particular sobre estos periodos de la historia de Europa y sobre la historia de los gitanos en esa Europa. Por otra parte, todas las historias que se desarrollan entre los gitanos aportan mucha información sobre las costumbres, tradiciones y creencias ancestrales de ese pueblo. 
Mateo Maximoff murió el 24 de noviembre de 1999 en Romainville. Sigue siendo hoy el primer y más célebre escritor gitano del siglo XX. Su personalidad fuera de lo común, su obra prolífera y su compromiso con los roms hacen de él un autor imprescindible de la literatura gitana en el mundo.
(C) Nouka Maximoff
(1)	Gitano (término genérico que engloba diversos grupos (roms, manouches o sinté, gitanos o Kalé)